# Un par de roba chicos
Un par de roba chicos é um filme de comédia mexicano dirigido por René Cardona Jr. e produzido por Roberto Gómez Bolaños. Lançado em 1967, foi protagonizado pela dupla humorística Marco Antonio Campos e Gaspar Henaine. 

## Elenco
- Marco Antonio Campos - Viruta
- Gaspar Henaine - Capulina
- Ofelia Montesco - Rosita
- Ramón Valdés
- Bryan Rocha
- Guillermo Sánchez
- José Loza